# كامون

كامون الإمبراطور الياباني.

شعار شوغون توكوغاوا.

مون (باليابانية: 紋) كامون (家紋) مونودوكورو (紋所) مونشو (紋章) هي رموز نبالة يابانية تعبر غالباً عن العائلات أو العشائر.
بدأ الكامون على شكل تطريز على الملابس لتمييز الأفراد وإلى أي عشيرة أو طائفة يتبع. وكانت تستخدم لوضعها على الأعلام في الحروب الأهلية.